# قرار مجلس الأمن التابع للأمم المتحدة رقم 147
قرار مجلس الأمن التابع للأمم المتحدة رقم 147، الذي اعتمد بالإجماع في 23 أغسطس 1960، بعد النظر في طلب جمهورية داهومي (المعروفة الآن باسم بنين) للانضمام إلى عضوية الأمم المتحدة، أوصى المجلس الجمعية العامة بقبول جمهورية داهومي.